# محوطه سلطان کوه
محوطه سلطان کوه در شهرستان کرمانشاه، بخش مرکزی، دهستان میان دربند، ۱۰۰ متری شرق روستای سلطان کوه واقع شده و این اثر در تاریخ ۲۵ آبان ۱۳۸۷ با شمارهٔ ثبت ۲۳۸۵۰ به‌عنوان یکی از آثار ملی ایران به ثبت رسیده است.